# Falacia de causa cuestionable
- La correlación de dos implica que uno es la causa o también (Cum hoc, ergo propter hoc)
- Falacia de la única causa o efecto conjunción o relación ficticia o relación espuria - Esta falacia se produce al pensar que existe una única causa para la consecución de un efecto cuando en realidad es la combinación de varias. Es denominada también relación ficticia porque se crea una relación ficticia entre la única causa propuesta y su efecto cuando la realidad es que existe una o varias causas que se desconocen denominadas variables ocultas que solo en conjunción o por sí solas, es decir, sin necesidad incluso de la causa propuesta desencadenan el efecto. Por ejemplo, sube la venta de helados. Algunos ven relación causa - efecto entre la bajada de precios de los helados y el aumento de ventas. Sin embargo, esta pudo ser debida a la ola de calor y al incremento de marketing.
- Circularidad en causa consecuencia - Es una falacia lógica donde la consecuencia de un fenómeno es llamado a ser la raíz o causa principal del problema. Esto es denominado muchas veces como la falacia del huevo o la gallina. Un ciclo o circularidad muy común en causa y consecuencia es que uno no puede tener un trabajo sin experiencia, pero no puede adquirir experiencia sin trabajo. Esta falacia se resuelve rompiendo el ciclo de solo dos posibilidades e introduciendo nuevas posibilidades o ampliando el espectro de acepciones en la definición de los términos